# Binh Phuoc
Binh Phuoc (vietnamita: Phước Bình) é uma província do Vietnã, localizada na região sudeste do país, ao norte da Cidade de Ho Chi Minh, fazendo fronteira com o Cambodja.
Sua mais importante indústria local é a engenharia florestal.
A província é dividida em sete distritos:
- Binh Long
- Bu Dang
- Bu Dop
- Chon Thanh
- Dong Phu
- Loc Ninh
- Phuoc Long

A capital provincial, Dong Xoai, é uma municipalidade diferente.